# Gustav Pauli

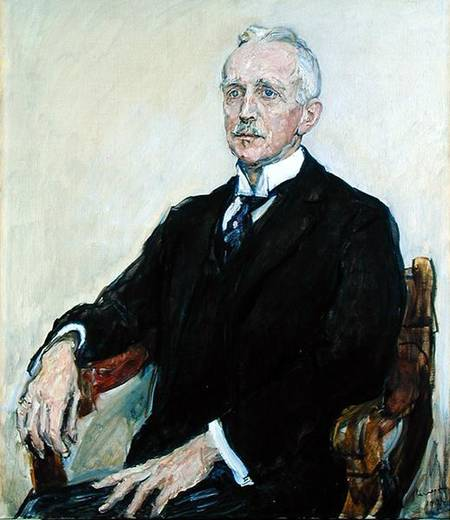
Max Slevogt: Porträt Gustav Pauli, 1924, Hamburger Kunsthalle

Gustav Pauli (Theodor Gustav Pauli; * 2. Februar 1866 in Bremen; † 8. Juli 1938 in München) war ein deutscher Kunsthistoriker und Museumsdirektor in Bremen und Hamburg.

## Biografie
Pauli war der Sohn des Bremer Bürgermeisters und Senators Alfred Pauli (1827–1915), der in Bremen auch für die Angelegenheiten der Denkmalpflege und der Kunst zuständig war. 1896 heirateten Gustav Pauli und Magda Melchers, Tochter des wohlhabenden Bremer Kaufmanns Karl Theodor Melchers. Magda, eine gefühlvolle und musisch veranlagte Frau, verehrte ihren Mann, der als kühl beschrieben wird.
Der Ehe entstammten vier Kinder: Das erste Kind war der Kunsthistoriker und Kunsthändler Alfred Pauli (1896–1938). Eine Tochter starb 1898 gleich nach der Geburt. Die Tochter Liselotte (1902–1931) beging wegen einer Beinamputation nach einem Verkehrsunfall Selbstmord ebenso wie der Sohn Alfred, in Folge eines 1938 in Hamburg gegen ihn eröffneten Ermittlungsverfahren wegen angeblicher „homosexueller Bündelei“. Der jüngste Sohn, der Kaufmann und Oberleutnant Carl Theodor (1914–1944), starb am 24. Dezember 1944 als Passagier an Bord einer He 111, als diese über Belgien abgeschossen wurde.
Pauli absolvierte das Gymnasium in Bremen und studierte Kunstgeschichte an der Universität Straßburg, der Universität Leipzig und der Universität Basel. Er unternahm eine Studienreise nach Italien, Belgien und Holland, promovierte 1889 in Leipzig über die Renaissancebauten in Bremen und reiste darauf abermals nach Italien (Rom). Nach einem Kuraufenthalt in der Schweiz hatte Pauli ab 1894/95 eine Stelle als Bibliothekar am Dresdner Kupferstichkabinett.

### In Bremen

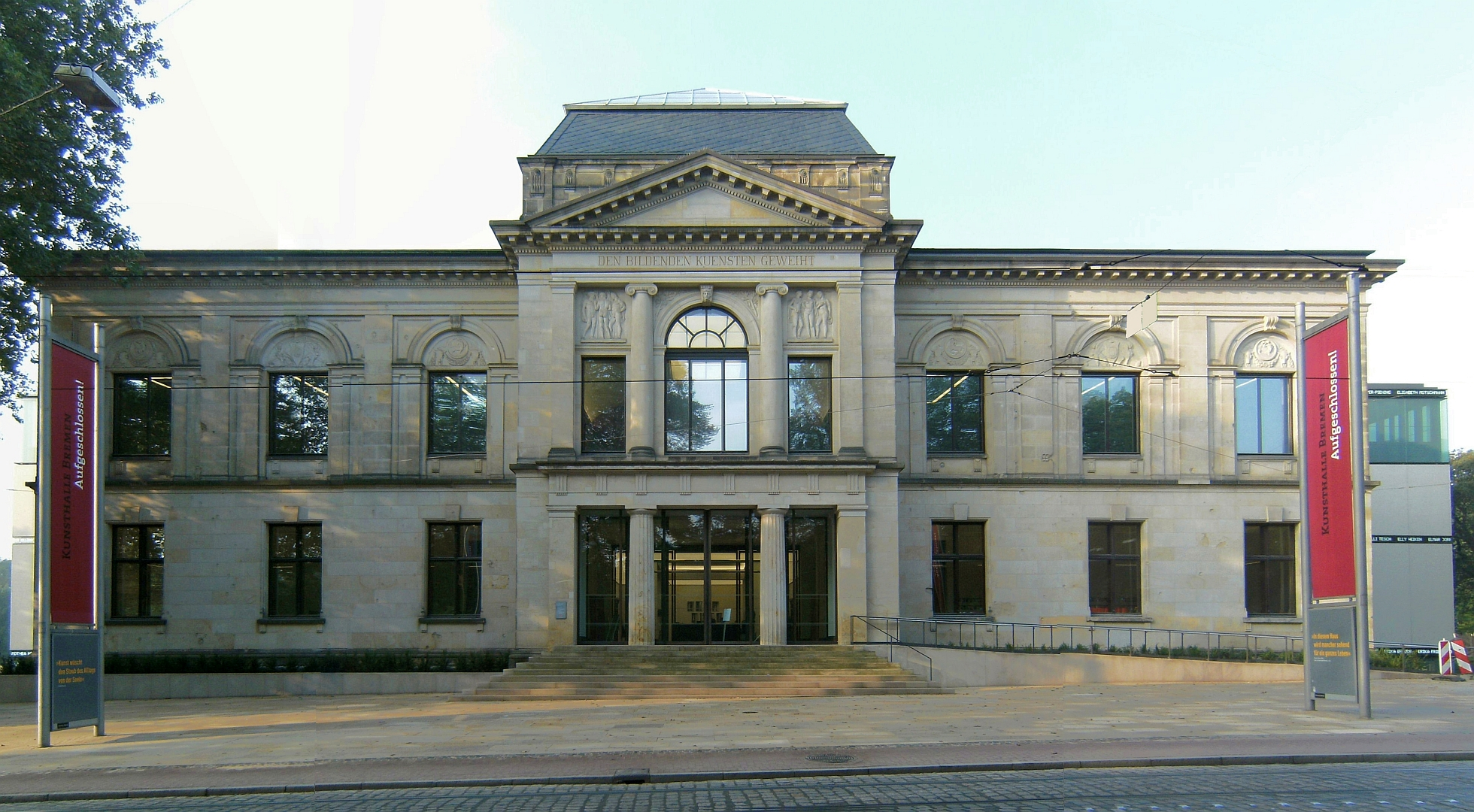
Kunsthalle Bremen

Im Sommer 1899, als der Kunstverein in Bremen den Erweiterungsbau von 1902 plante, wurde Pauli als erster wissenschaftlicher Mitarbeiter an die Kunsthalle Bremen berufen und wurde dort, nach mehrjähriger Tätigkeit im Vorstand, 1905 Direktor. Er machte aus der Kunsthalle eine Galerie moderner Kunst, erwarb Gemälde der damals völlig verkannten Paula Modersohn-Becker und Bilder französischer und deutscher Impressionisten, darunter die Camille von Claude Monet, das Bildnis des Dichters Zacharie Astruc von Édouard Manet und Gemälde von Gustave Courbet, Pierre-Auguste Renoir, Camille Pissarro, Max Liebermann, Lovis Corinth und Max Slevogt. Den Bremer Künstlerstreit unter Malern und Museumsleuten in ganz Deutschland löste 1911 der Ankauf des Mohnfeldes von van Gogh aus. Der Bremer Maler und Dichter Arthur Fitger gehörte zu seinen größten Kritikern.
1899 gründete Pauli die Vereinigung von Freunden der Kunsthalle, deren Mitglieder mit ihren Jahresbeiträgen von 100 Mark den Kauf von Neuerwerbungen unterstützten. In seine Zeit fiel auch 1904 die Gründung des Galerie-Vereins, der viele wichtige Werke ankaufte. Sein Nachfolger in Bremen wurde 1914 Emil Waldmann.

### In Hamburg

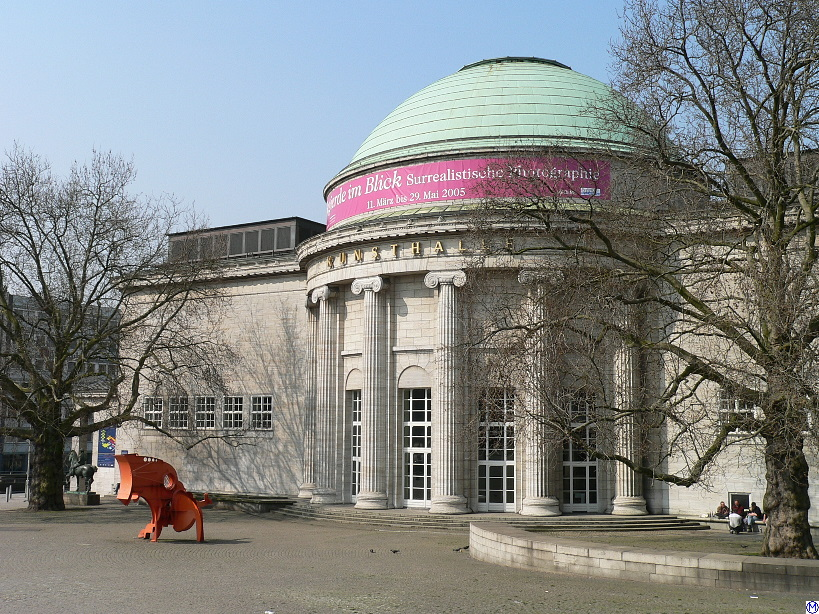
Kunsthalle Hamburg

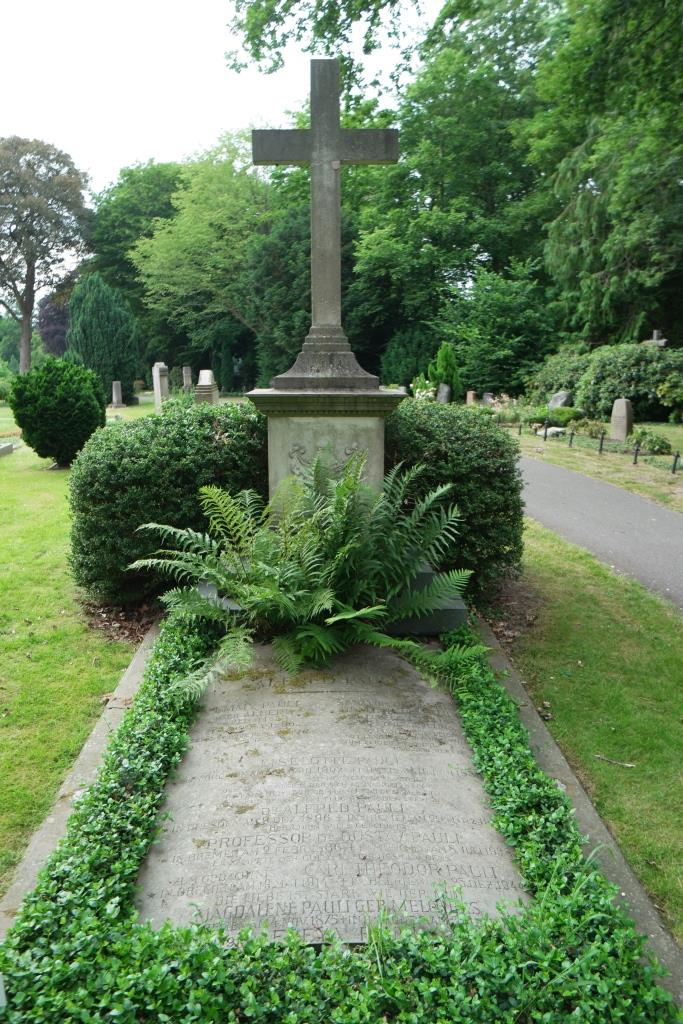
Grab von Gustav Pauli auf dem Riensberger Friedhof

Im Jahr 1914 wurde Pauli als Direktor an die Hamburger Kunsthalle zum Nachfolger für den verstorbenen Alfred Lichtwark berufen. Pauli ließ den Bestand des Kupferstichkabinetts wissenschaftlich aufarbeiten. Der Erste Weltkrieg ließ seine Pläne zunächst verzögern. Er erweiterte die Sammlung um Künstler des Expressionismus, wie etwa Oskar Kokoschka und Franz Marc. 1923 wurde der Vortragssaal zwischen Alt- und Neubau der Kunsthalle fertiggestellt. Hier fand auf sein langjähriges Betreiben 1923 die Gründungsversammlung der Freunde der Kunsthalle in Hamburg statt; Pauli hatte neben Carl Petersen als Vorsitzenden bis 1933 die Funktion eines Stellvertretenden Vorsitzenden. Im ersten Jahr nach der Gründung konnte der Verein 3680 Mitglieder gewinnen.
Er wurde wegen seines Engagements für die Moderne im September 1933 aus politischen Gründen von den Nationalsozialisten entlassen, nachdem diese ihn zuvor schon beurlaubt hatten. Trotzdem findet sich sein Name Prof. Dr. G. Pauli unter den Unterzeichnern des Bekenntnis der Professoren an den deutschen Universitäten und Hochschulen zu Adolf Hitler vom 11. November 1933.
Gustav Pauli starb 1938 in München. Er wurde auf dem Friedhof Riensberg in Bremen (Planquadrat T 0631A) beerdigt.

### Ehrungen
- Der Gustav-Pauli-Platz in Bremen-Schwachhausen wurde 1957 nach ihm benannt.

## Veröffentlichungen
- Gainsborough, Künstlermonographie. Verlag von Velhagen & Klasing, Bielefeld, Leipzig, 1904.
- Venedig, Reihe berühmte Kunststätten No. 2, 3. durchgesehene Auflage. Verlag E. U. Seemann, Leipzig 1906.
- Philipp Otto Runge. Bilder und Bekenntnisse. Herausgegeben und eingeleitet von Gustav Pauli. Furche-Verlag, Berlin, 1918
- Die Kunst und die Revolution, Verlag Bruno Cassirer, Berlin, 1921
- Alfred Lichtwark, Briefe an die Kommission für die Verwaltung der Kunsthalle, Herausgegeben von Gustav Pauli, Verlag Georg Westermann, Hamburg, 1923
- Führer durch die Galerie der Kunsthalle Hamburg - I. Die Neueren Meister, Verlag der „Freunde der Kunsthalle“. e. V. zu Hamburg, 1924
- Die Kunsthalle zu Hamburg 1914–1924. Bericht über die letzten zehn Jahre der Verwaltung, Trautmann Verlag, Hamburg, 1925
- Die Hamburger Meister der guten alten Zeit, Hyperion Verlag, München, 1925
- Die Kunst des Klassizismus und der Romantik, Propyläen Verlag, Berlin, 1925
- Gustav Pauli zum 65. Geburtstage am 2. Februar 1931. (Überreicht von Freunden Gustav Paulis) Hamburg 1931
- Paula Modersohn-Becker, Kurt Wolff Verlag Leipzig 1919, online
- Erinnerungen aus sieben Jahrzehnten, Wunderlich Verlag, Tübingen, 1936